# Стрельба в средней школе Перри
Стрельба в старшей школе Перри — инцидент школьной стрельбы, произошедший в старшей школе Перри в городе Перри, штат Айова. 4 января 2024 года 17-летний ученик этой же школы открыл огонь и покончил с собой. Позже, в течение дня, скончался один из пострадавших — 11-летний шестиклассник. Ещё семь человек, из них четверо учеников и трое сотрудников школы, получили ранения различной степени тяжести. Спустя 10 дней Дэн Марбургер, директор школы, скончался от полученных ранений.

## Предыстория
Старшая школа Перри и средняя школа Перри делят одно здание и соединены коридором, к которому прилегает столовая, где и произошла стрельба. В столовой перед началом учебного дня проводится завтрак для всех учащихся средних и старших классов.

### Нападавший
Полиция идентифицировала нападавшего как 17-летнего Дилана Батлера. Друзья и мать Батлера описали его как «тихого человека, над которым издевались с начальных классов» и предположили, что «последней каплей», возможно, стало то, что над его младшей сестрой начали издеваться также. Откуда Дилан взял огнестрельное оружие, будучи несовершеннолетним, сейчас расследует полиция. Предполагается, что Дилан был ЛГБТ-активистом и частью сообщества.
Сообщается, что перед стрельбой он публиковал посты в социальных сетях, в том числе пост в TikTok, на котором он изображен в туалетной кабинке со спортивной сумкой и с подписью «теперь мы ждем». Пост сопровождался песней KMFDM «Stray Bullet», которая была использована на личном сайте Эрика Харриса, одного из виновников стрельбы в средней школе «Колумбайн».

## Стрельба
Первый звонок в службу спасения поступил в 07:37 по местному времени. По рассказам свидетелей, Дэн Марбургер, директор школы, попытался остановить стрелка, прежде чем был ранен, что позволило некоторым ученикам покинуть зону опасности. В 07:44 на место прибыл первый наряд. Преступник был найден мёртвым вместе с помповым ружьём и малокалиберным пистолетом с огнестрельным ранением, нанесённому самому себе. Во время более позднего обыска в школе полиция нашла самодельную бомбу и благополучно обезвредила её.
Средняя школа, примыкающая к старшей, была эвакуирована к 8:25 утра, а старшая школа была эвакуирована к 8:27 утра. Близлежащая начальная школа была закрыта к 8:32 утра. Позже в тот же день был объявлен мертвым 11-летний Ахмир Джоллифф, ученик шестого класса средней школы Перри. Среди раненых были директор Марбургер, который умер 10 дней спустя, два других сотрудника и четыре ученика.

## Реакция
Местные и государственные органы образования, полиция, а также организации и ассоциации, связанные с оружием, опубликовали заявления, поддерживающие пострадавших и сочувствующие жертвам и семьям, пострадавшим от стрельбы. В заявлении пресс-секретаря Белого дома стрельба названа «душераздирающим и душераздирающим» событием и содержится призыв к Конгрессу принять меры против насилия с применением огнестрельного оружия. Несколько политических деятелей, в том числе Вивек Рамасвами, который в тот же день проводил предвыборное мероприятие в Перри, губернатор Ким Рейнольдс, Никки Хейли, Джони Эрнст, Закари Мартин Нанн, Чак Грассли, Рита Харт и Бренна Берд, опубликовали заявления или посты в социальных сетях с соболезнованиями жертвам нападения.